# Multicouche
 (décembre 2007).
 (janvier 2013).
- Si vous ne connaissez pas le sujet, laissez ce bandeau (vous pouvez alors contacter les auteurs).
- Si vous supprimez le contenu mis en cause (vous pouvez préalablement contacter les auteurs),

argumentez précisément cette suppression dans la page de discussion
(un manque de référence n'est pas un argument ; une recherche réelle de référence doit avoir été effectuée, être formellement documentée).
Les multicouches sont des nanostructures artificielles fabriquées par des techniques de dépôt sous ultravide afin d'obtenir des propriétés nouvelles. Ces matériaux existent naturellement : citons les stéarates ou les micas.

## Les miroirs ou filtres
Les multicouches produites dans les années 1980 consistaient à obtenir une périodicité nanométrique à une dimension de façon à réaliser des miroirs à rayons X ou à neutrons. Ces multicouches amorphes ou épitaxiées font partie de ce qu'on appelle les nouveaux matériaux, terme ayant précédé celui de nanotechnologies. Pour s'en faire une idée, il suffit de s'imaginer un millefeuille tel que chaque couche a une épaisseur de quelques couches atomiques : on a alors une périodicité nanométrique à une dimension.

## Les super réseaux
En 1985, c'est dans le domaine de la supraconductivité à haute température que les multicouches épitaxiées (en anglais : superlattices) ont débouché.
Les super réseaux semiconducteurs sont des structures artificielles obtenues par empilement de couches de deux semiconducteurs dans une direction de croissance privilégiée. Leurs états électroniques sont très souvent déterminés par la méthode de la fonction enveloppe qui produit de bons résultats. Dans certains cas, les hypothèses liées à cette approche ne permettent pas de reproduire certaines observations. C'est pourquoi, nous avons choisi d'utiliser la méthode des liaisons fortes. Cette méthode utilise une base minimale de cinq orbitales par atome, comprenant un pseudo état excité qui reproduit les principales caractéristiques observées et permet ainsi d'obtenir avec quelques paramètres une description précise de la structure de bandes des matériaux massifs. L'hamiltonien du super-réseau est déterminé à partir des hamiltoniens des matériaux massifs et en tenant compte de la super périodicité du potentiel dans la direction de croissance. L'objet principal de ce travail est d'étudier des structures ZnTe-CdTe et de définir les effets combinés de la contrainte et du confinement sur les états électroniques. Nous avons montré qu'il apparaissait aux interfaces des états localisés susceptibles de modifier les propriétés optiques ou de transport de ces structures.

## La spintronique
Albert Fert a obtenu en 2003 la médaille d'or du CNRS pour avoir en 1988 réalisé des multicouches avec des matériaux ferromagnétiques fer-chrome qui ont la propriété d'avoir une « Magnétorésistance géante » (en anglais « giant magnétorésistance »). Son article paru dans Physical Review Letters « Giant Magnetoresistance of (001)Fe/(001)Cr superlattices » (Phys. Rev. Lett. 61, 2472–2475 (1988)) fait partie des 10 articles les plus cités (2455 citations) depuis 50 ans et ceci le plaçait dans les candidats au Nobel en 2003. Il a finalement obtenu le prix Nobel de physique en 2007.
IBM a su exploiter en brevetant ce résultat pour réaliser des disques durs miniaturisés (gigabit) : ce domaine de recherche est connu sous l'appellation de spintronique.

## Cristaux photoniques
Les cristaux photoniques sont des structures artificielles périodiques diélectriques à 1,2 ou 3 dimensions. À une dimension, elles constituent ce que l'on appelait des filtres interférentiels.

## Images par TEM

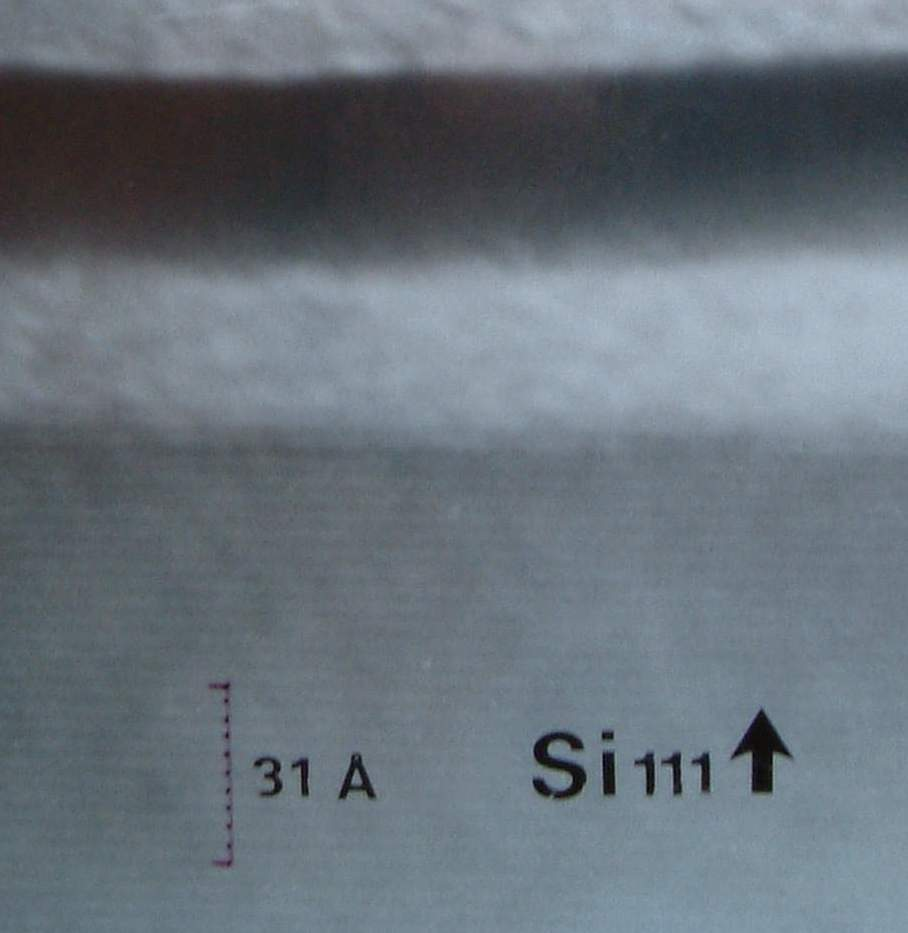
Photographie de profil

Cette image de couches minces de carbone (en clair) et de tungstène (en sombre) déposées sur du silicium (on distingue les plans atomiques du silicium) est un exemple de ce que l'on peut obtenir par microscopie électronique en transmission. Ces photos datent de 1984.

## Traitement multicouche des lentilles optiques
Un des problèmes dans l'utilisation des lentilles optiques, tant en lunetterie qu'en photographie, est qu'une partie de la lumière qui devrait traverser la lentille est réfléchie. Cela a deux conséquences néfastes :
- Cette lumière est perdue (et si le nombre de lentilles à traverser est important, il peut y avoir une quasi-extinction du faisceau lumineux) ;
- Cette lumière est renvoyée, ce qui est générateur de reflets parasites.

Une solution simple à ce problème est d'utiliser un traitement de surface sur la lentille, constitué d'une couche transparente d'indice de réfraction différent de la lentille, et d'une épaisseur correspondant à 1/2 longueur d'onde de la lumière incidente.
De cette manière, la lumière réfléchie arrive en opposition de phase avec la lumière incidente, et les deux s'annulent. Il est assez facile de comprendre qu'il y a extinction de la lumière réfléchie, mais plus difficile de comprendre que cette annulation de la lumière réfléchie s'accompagne d'une absence de déperdition du faisceau lumineux. Malheureusement, ce type de procédé ne fonctionne que pour une lumière monochromatique, puisqu'il faudrait, en théorie, autant de couches d'épaisseur différente qu'il y a de couleurs visibles. Il y a quelques années, on pouvait voir des reflets violacés à la surface des lunettes de vue à cause de cette technique.
En pratique, des recherches empiriques ont montré que 3 couches suffisaient à obtenir un résultat très correct. De nos jours, la quasi-totalité des objectifs photographiques d'une certaine qualité utilisent le traitement multicouche.